# Betta St. John
Betta St. John est une actrice, chanteuse et danseuse américaine, de son vrai nom Betty Jean Striegler, née le 26 novembre 1929 à Hawthorne (Comté de Los Angeles, Californie) et morte le 23 juin 2023 à Brighton au Royaume-Uni.

## Biographie
Au cinéma, Betty Jean Striegler débute à dix ans (un petit rôle non crédité) dans le western Femme ou Démon de George Marshall, avec Marlène Dietrich et James Stewart, sorti en 1939. Jusqu'à l'adolescence, elle contribue à trois autres films américains (également dans des petits rôles), un court métrage où elle danse (1940), Lydia de Julien Duvivier (1941, avec Merle Oberon dans le rôle-titre), et enfin Jane Eyre de Robert Stevenson (1944, avec Joan Fontaine et Orson Welles).
Puis au théâtre à Broadway (New York), sous le pseudonyme de Betta St. John, elle crée en 1949 le rôle de Liat, dans la comédie musicale South Pacific du tandem Rodgers et Hammerstein, mise en scène et chorégraphiée par Joshua Logan, aux côtés de Mary Martin et Ezio Pinza. En 1951, elle reprend ce rôle à Londres, où la distribution comprend notamment (outre Mary Martin) l'acteur anglais Peter Grant, qu'elle épouse l'année suivante (1952) et dont elle devient veuve en 1992.
Elle revient au cinéma dans trois films américains sortis en 1953, La Femme rêvée de Sidney Sheldon (avec Cary Grant et Deborah Kerr), La Tunique d'Henry Koster (avec Richard Burton et Jean Simmons) et La Perle noire de Richard Thorpe (avec Robert Taylor, Ann Blyth et Stewart Granger).
Après cinq autres films américains (dont le musical Le Prince étudiant de Richard Thorpe en 1954, avec Ann Blyth et Edmund Purdom), le dernier sorti en 1955 (le western Le Bandit d'Edgar G. Ulmer, avec Arthur Kennedy), Betta St. John s'installe en Angleterre avec son mari.
Dans son pays d'adoption, dès 1955, elle collabore à sept films britanniques, dont deux de la série cinématographique des Tarzan (avec Gordon Scott dans le rôle-titre), Tarzan et le Safari perdu d'H. Bruce Humberstone (1957), puis Tarzan le magnifique de Robert Day (1960), son avant-dernier film. Le dernier (également sorti en 1960) est le film d'horreur La Cité des morts de John Llewellyn Moxey, avec Christopher Lee.
À la télévision, Betta St. John se produit dans onze séries britanniques (quatre étant consacrées au théâtre, telle Armchair Theatre) de 1955 à 1960, dont L'Homme invisible (1959, un épisode) et Détective international (1960, un épisode), après quoi elle se retire quasiment, pour se consacrer à sa famille. Elle revient toutefois pour une ultime prestation à l'écran dans deux épisodes, diffusés en 1965, d'une douzième série britannique.
Betta St. John meurt le 23 juin 2023 à Brighton au Royaume-Uni à l'âge de 93 ans.

## Filmographie

### Au cinéma (intégrale)

#### Période américaine (1939-1955)
- 1939 : Femme ou Démon (Destry Rides Again) de George Marshall (non créditée)
- 1940 : Waldo's Last Stand d'Edward L. Cahn (court métrage, sous son véritable nom)
- 1941 : Lydia de Julien Duvivier (non créditée)
- 1943 : Jane Eyre (Jane Eyre), de Robert Stevenson (non créditée)
- 1953 : La Femme rêvée (Dream Wife) de Sidney Sheldon
- 1953 : La Tunique (The Robe) d'Henry Koster
- 1953 : La Perle noire (All the Brothers Were Valiant) de Richard Thorpe
- 1954 : Mission périlleuse (Dangerous Mission) de Louis King
- 1954 : L'Épée des Sarrasins (The Saracen Blade) de William Castle
- 1954 : Le Prince étudiant (The Student Prince) de Richard Thorpe
- 1954 : Billy the Kid contre la loi (The Law vs. Billy the Kid) de William Castle
- 1955 : Le Bandit (The Naked Dawn) d'Edgar G. Ulmer

#### Période britannique (1955-1960)
- 1955 : Alias John Preston de David MacDonald
- 1957 : Tarzan et le Safari perdu (Tarzan and the Lost Safari) d'H. Bruce Humberstone
- 1957 : High Tide at Noon de Philip Leacock
- 1958 : Corridors of Bood de Robert Day
- 1958 : L'Homme au masque de verre (The Snorkel) de Guy Green
- 1960 : Tarzan le magnifique (Tarzan the Magnificent) de Robert Day
- 1960 : La Cité des morts (The City of the Dead) de John Llewellyn Moxey

### À la télévision (sélection)
(séries britanniques)
- 1956 : Le Comte de Monte-Cristo (The Count of Monte Cristo)
  - Saison unique, épisode 4 The Texas Affair
- 1958 : ITV Play of the Week
  - Saison 3, épisode 20 Johnny Belinda et épisode 36 All My Sons
- 1959 : L'Homme invisible (Invisible Man)
  - Saison unique, épisode 20 Coup double (The Decoy)
- 1959 : Armchair Theatre
  - Saison 3, épisode 68 The Last Tycoon de Ted Kotcheff
- 1960 : Détective international (International Detective)
  - Saison 1, épisode 23 The Santino Case
- 1965 : Le Troisième Homme (The Third Man)
  - Saison 5, épisodes 15 et 16 Members Only, Parts I & II

## Théâtre (sélection)
- 1949-1951 : South Pacific, comédie musicale, musique de Richard Rodgers, lyrics d'Oscar Hammerstein II, livret de Joshua Logan et Oscar Hammerstein II, mise en scène et chorégraphie de Joshua Logan, orchestrations de Robert Russell Bennett, costumes de Motley et Dorothy Jeakins, avec Mary Martin, Ezio Pinza, Harvey Stephens, Richard Loo, Biff McGuire (création à Broadway)
- 1951-1953 : South Pacific, reprise, avec Mary Martin (remplacée en cours de production), Ray Walston (création à Londres)